# Hôtel Avenida Palace
L'Hôtel Avenida Palace est un hôtel historique situé Rua Primeiro de Novembro et Praça dos Restauradores, dans le centre de Lisbonne, au Portugal.

## Histoire et description
Il a été construit entre 1890 et 1892 par la Compagnie de chemin de fer Real Companhia dos Caminhos de Ferro Portugueses pour appuyer la gare du Rossio récemment construite, sur un terrain à côté de cette gare et appartenant au même propriétaire. Le projet, d'un style français éclectique, a été conçu par José Luís Monteiro et a suivi le style d'un hôtel, mais sans les contraintes stylistiques initialement imposées à la gare du Rossio.
Il est classé Immeuble d'Intérêt Public depuis 1977.